# Apolline Traoré
Apolline Traoré (Uagadugú, Burkina Faso, 1976) es una cineasta burkinesa.

## Biografía
Traoré nació en 1976 en Uagadugú. Su padre fue diplomático, por lo que pudo viajar a distintas partes del mundo. Su familia se mudó a los Estados Unidos cuando tenía 17 años, edad en la que comenzó estudios de cine en el Emerson College de Boston. Se formó en el cine independiente y dirigió sus primeros cortometrajes: The Price of Ignorance en 2000 (sobre una víctima de violación en Boston) y Kounandi en 2003, pieza que fue seleccionada para el Festival Internacional de Cine de Toronto de 2004. Fue el pionero cineasta burkinés Idrissa Ouédraogo quien en 2001 convenció a Apolline para que regresara a Burkina Faso y contara historias del país. Le propone escribir una serie: Monia et Rama (2002) que Traoré dirige y Ouédraogo produce, marcando el inicio de una larga colaboración entre ambos.
En 2004 dirige y produce su propio largometraje en 2004, Sous la clarté de la lune de la que Idrissa Ouedraogo es coguionista. En 2008 dirigió una nueva serie de televisión, Le testament. Los largometrajes que la dieron a conocer fueron Moi Zaphira (2013) y Frontières (2017) en la que relata las historias de cuatro mujeres de diferentes regiones que se conocen en un autobús que viaja por el África Occidental y que descubren que, a pesar de no tener ninguna relación, sus vidas son bastante similares, pues han tenido que luchar y tratar de salir adelante por su propia cuenta.  La película que recibió dos premios en febrero de 2017 en el Festival Panafricano de Cine y Televisión de Uagadugú.
En 2019 estrenó Desrances en la que narró la guerra civil de 2010-2011 en Costa de Marfil a través del destino de un padre y su hija.
En 2023 presenta Sira, un largometraje sobre la lucha de la población contra el terrorismo del Sahel, en la que Sira es la protagonista, en homenaje -explica- a la lucha y la resistencia de las mujeres frente al terrorismo.
La película estrenada en la Berlinale 2023 que logró el Premio del Público y es presentada en el Festival Panafricano de Cine y Televisión de Uagadugú  (FESPACO) donde recibe el premio Etalon de plata.

## Filmografía

#### Cortometrajes
- The Price of Ignorance (2000) - Cortometraje
- Korundai (2003) - Cortometraje

#### Series de televisión
- Monia et Rama (2002)
- Le testament (2008)

#### Largometrajes
- Sous la clarté de la lune (2004)

- Moi Zaphira (2013)
- Frontières (2017)
- Desrances (2019)
- Sira (2023)